# Obrežje (Brežice, Slovenija)
Obrežje je naselje u Općini Brežice u istočnoj Sloveniji.  Obrežje se nalazi u pokrajini Dolenjskoj i statističkoj regiji Donjoposavskoj. 

## Stanovništvo
Prema popisu stanovništva iz 2002. godine Obrežje je imalo 361 stanovnika.

## Vanjske poveznice
- Satelitska snimka naselja  Arhivirana inačica izvorne stranice od 29. srpnja 2017. (Wayback Machine)